# Alex Brosque
Alex Brosque (Sydney, Austràlia, 12 d'octubre de 1983) és un exfutbolista australià d'ascendència uruguaiana que jugava com a davanter. Va disputar 21 partits amb la selecció d'Austràlia.